# Dunlevy, Pennsylvania
Dunlevy, Pennsylvania (енгл. Dunlevy) град је у америчкој савезној држави Пенсилванија.

## Демографија
По попису из 2010. године број становника је 381, што је 16 (-4,0%) становника мање него 2000. године.
| Група             | 2000.       | 2010.       |
| Белци             | 395 (99,5%) | 372 (97,6%) |
| Афроамериканци    | 2 (0,5%)    | 5 (1,3%)    |
| Азијати           | 0 (0,0%)    | 0 (0,0%)    |
| Хиспаноамериканци | 0 (0,0%)    | 0 (0,0%)    |
| Укупно            | 397         | 381         |